# Tzajalococh
Tzajalococh är en ort i Mexiko.   Den ligger i kommunen Oxchuc och delstaten Chiapas, i den sydöstra delen av landet, 800 km öster om huvudstaden Mexico City. Tzajalococh ligger 1 657 meter över havet och antalet invånare är 134.
Terrängen runt Tzajalococh är bergig. Runt Tzajalococh är det ganska glesbefolkat, med 21 invånare per kvadratkilometer. I omgivningarna runt Tzajalococh växer i huvudsak städsegrön lövskog.